# المساواة بين الجنسين في البهائية

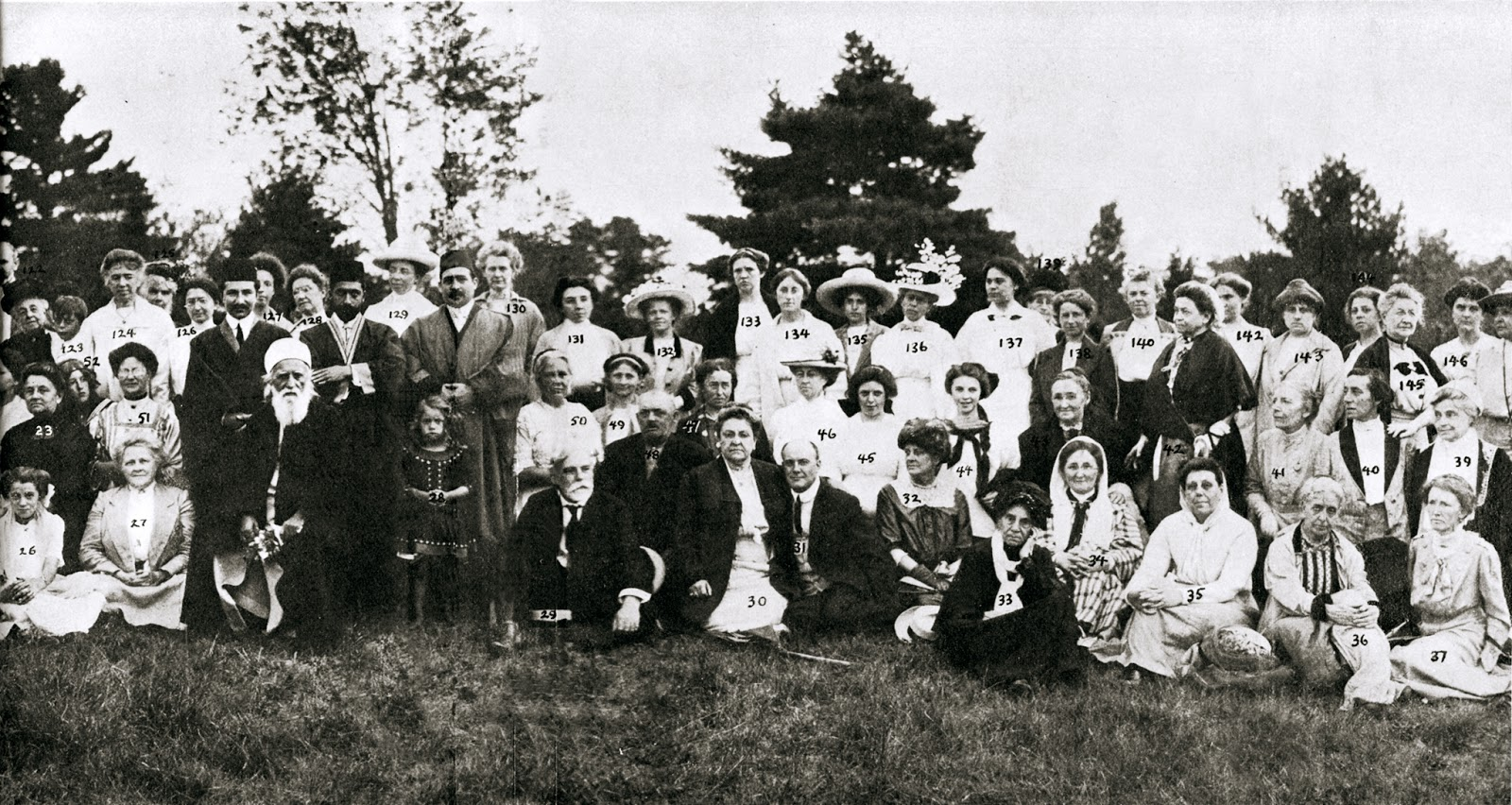
المساواة بين الجنسين في البهائية

من التعاليم الأساسية للدين البهائي تساوي الرجال والنساء في الحقوق والفرص والإمكانيات. تُعتبر المساواة بين الجنسين معيارٌ روحيٌ وأخلاقيٌ أساسيٌ لتوحيد البشر، وشرطٌ أساسيٌ لتحقيق السلام العالمي. تؤكد التعاليم البهائية على أهمية تطبيق هذا المبدأ في حياة الفرد والأسرة والمجتمع. ومع ذلك، فإن المفهوم البهائي للمساواة الروحية والاجتماعية الكاملة بين الجنسين لا يعني التشابه، لذلك يتم ملاحظة التمييز والتمايز بين الجنسين في الواجبات وفي مجالاتٍ معينةٍ من الحياة.

## مبدأ المساواة
المساواة بين الرجل والمرأة مبدأٌ بهائيٌ أساسيٌ، وهو واضحٌ في كتابات بهاءالله، مؤسس الدين البهائي، ولا سيما في كتابات وخطابات عبدالبهاء، ابن بهاءالله والمترجم الرسمي لكتاباته. تنصّ التعاليم البهائية على أن النساء لسن أدنى مرتبةً من الرجال، ولا ينبغي أن يخضعن للرجل في جوانب الحياة الاجتماعية. في الواقع، يعتبر تعليم البنات في البهائية أهمّ من تعليم البنين، وبالتالي لهن الأسبقية عليهم، إن وُجب الاختيار. من وجهة النظر البهائية، كانت المرأة دائمًا على قدم المساواة مع الرجل، والسبب في عدم تحقيق هذه المساواة حتى الآن يرجع إلى افتقار المجتمعات إلى الفرص التعليمية والاجتماعية الكافية، ولأن المجتمعات كانت ذكوريةً سابقًا، فإن الرجال عبرالتاريخ استخدموا قوتهم البدنية لمنع النساء من تطوير إمكاناتهم الحقيقية.
فيما يلي اقتباسات من كتابات عبد البهاء:
تتمتع المرأة بحقوقٍ متساويةٍ مع الرجل على وجه الأرض؛ فهي عنصرٌ مهمٌ للغاية في الدين والمجتمع. وطالما تُمنع النساء من بلوغ أعلى إمكانياتهن، فلن يتمكن الرجال طويلاً من تحقيق العظمة التي قد تكون لهم - مترجم.
عالم البشرية له جناحان - أحدهما النساء والآخر الرجال، ولا يمكن للطائر أن يطير حتى يتطور كلا الجناحين بشكلٍ متساوٍ. وإذا ظلّ أحد الأجنحة ضعيفًا، فإن الطيران مستحيلٌ. لن يتحقق النجاح والازدهار كما ينبغي إلا عندما يصبح عالم النساء مساويًا لعالم الرجال في اكتساب الفضائل والكمالات - مترجم.

### المقام الروحاني للإنسان
ذكر بهاءالله أنه لا يوجد تمييزٌ في المقام الروحي بين الرجال والنساء، وأن النساء والرجال متساوون أمام الله. صرّح بهاءالله:
سبحانه وتعالى هو الذي أزال الخلافات وأسس الانسجام... لقد رفع القلم الأعلى الفروق بين عبيده وخادماته... منح كلٌ مكانةً ورتبةً على نفس المستوى - مترجم.
بغض النظر عن الجنس، كتب بهاءالله أن المقام الروحي لكل شخصٍ يعتمد على معرفته لله وتفانيه له. وذكر عبد البهاء أن الله لا يفرّق بين الناس على أساس الجنس، وأن الجميع خُلقوا على صورة الله. وذكر كذلك أن كلًا من النساء والرجال لديهم نفس الإمكانيات من الذكاء والفضيلة والبراعة والشجاعة.

### النهوض بالمرأة شرطٌ أساسيٌ لازدهار البشرية وتحقيق السلام العالمي
ذكر عبد البهاء أن المساواة بين الجنسين لم تكن مجرد تصحيحٍ للظلم الاجتماعي التاريخي ضد المرأة فحسب، ولكنها ستكون أيضًا بمثابة عاملٍ رئيسيٍ في تغييراتٍ مجتمعيةٍ واسعة النطاق من شأنها أن تساعد في تطوير حضارةٍ جديدةٍ يكون فيها المزيد من الصفات «الأنثوية» مثل رقة القلب والعطاء والتسامح والقبول في مقابل القِوى «الذكورية» المهيمنة سابقًا. تنص الكتابات البهائية على أنه ما لم يتم منح المرأة مكانةً مساويةً للرجل، لا يمكن للإنسانية أن تتقدم أو تزدهر. قام عبد البهاء في سلسلةٍ من المقارنات بتشبيه الرجال والنساء بجناحي الطائر واليدين في جسم الإنسان، وذكر أن كلاهما يحتاج إلى القوة ليتقدم. كتب عبدالبهاء:
عالم البشرية له جناحان: الذكر والأنثى. طالما أن هذين الجناحين ليسا متكافئين في القوة، فلن يطير الطائر. حتى تصل المرأة إلى نفس مكانة الرجل، وإلى أن تتمتع بنفس ميدان النشاط والفرص، لن يتحقق الازدهار الحقيقي للبشرية؛ ولا يمكن للإنسانية أن تشق طريقها إلى قِمم الإنجاز الحقيقي. عندما يصبح الجناحان أو اليدان متكافئان في القوة، ويتمتعان بنفس الامتيازات، فإن ازدهار الإنسانية ستكون ساميةً ومدهشةً للغاية - مترجم.
كتب كلٌ من بهاءالله وعبد البهاء أن جانبًا مهمًا من جوانب الوحدة العالمية سيكون إيجاد توازنٍ أكبر بين التأثيرات الأنثوية والذكورية على المجتمع، وذكرا أنه بسبب التأثير الأنثوي الأكبر، ستتوقف الحروب وسيتحقق السلام الدائم. كتب عبد البهاء أن النساء، كأمهاتٍ، سيكونن قوةً في إحلال السلام، لأنهن سيعارضن إرسال أطفالهن إلى الحرب. ذكر عبد البهاء في أحد كتاباته:
الحرب ودمارها عصفت بالعالم. سيكون تعليم المرأة خطوةً جبارةً نحو إلغائها ونهايتها، لأنها ستستخدم نفوذها الكامل ضد الحرب. المرأة تُربي الطفل وتربي الشباب حتى النضوج. وسوف ترفض إعطاء أبنائها للتضحية بهم في ميدان المعركة. في الحقيقة، ستكون العامل الأعظم في إرساء السلام العالمي والتحكيم الدولي. بالتأكيد، ستلغي المرأة الحرب بين البشر - مترجم.
كتب موجان مؤمن، أحد المحققين، أن الهدف من تحقيق المساواة بين المرأة والرجل في الدين البهائي لا يكمن في جلب النساء إلى السلطة في الأدوار الذكورية، ولكن بدلاً من ذلك هو إيجاد تغييرٍ جذريٍ في طبيعة المجتمع، لجعل الصفات الأنثوية أكثر قيمةً.

### تعليم المرأة
من وجهة النظر البهائية، كانت المرأة دائمًا على قدم المساواة مع الرجل، والسبب في عدم تحقيق المرأة لهذه المساواة حتى الآن هو الافتقار إلى الفرص التعليمية والاجتماعية الكافية. وهكذا تؤكد التعاليم البهائية على الحاجة إلى تعليم المرأة، ليس فقط كوسيلةٍ لزيادة الفرص للمرأة للمساعدة في تحقيق المساواة، ولكن أيضًا لأن تعليم الأمهات أمرٌ أساسيٌ لتنشئة الأطفال بشكلٍ صحيحٍ. ونظراً لأهمية تعليم المرأة، فإن تعليم البنات له الأسبقية على تعليم الأبناء عندما لا تتوافر الموارد المالية الكافية لتعليم جميع أطفال الأسرة. بالرغم من الارتباط الوثيق بين الأمومة والتعليم، شجّع عبد البهاء النساء على التفوق في الفنون والعلوم أيضًا، وذكر أن مشاركة المرأة في المجال السياسي سيكون شرطًا أساسيًا لتحقيق السلام.

## شخصيات نسائية في تاريخ البهائية
كان هناك عددٌ كبيرٌ من البطلات اللواتي تم الاحتفال بهن في تاريخ الدين البهائي سواءً في الشرق أو في الغرب، بما في ذلك خديجة بيكم، وطاهرة، ونوّاب، وبهية خانم، والملكة ماري، ومارثا روت، وليونورا أرمسترونج، وليديا زامنهوف، ولوا جيتسنغر وغيرهن الكثير.

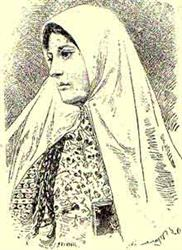
طاهرة قرة العين

### طاهرة قرة العين
كانت طاهرة (قرة العين القزوينية) شاعرةً مؤثرةً ومن أتباع الديانة البابية، وغالبًا ما ورد ذكرها في الأدب البهائي كمثالٍ للشجاعة في النضال من أجل حقوق المرأة. في حين أن كتابات طاهرة لا تعالج قضية حقوق المرأة على وجه التحديد، إلا أن طاهرة اعتبرت ظهور الباب تحريرًا للمرأة، وخرقت الممارسات الإسلامية التي كانت تحكم على النساء في ذلك الوقت الظهور في الأماكن العامة بحجابٍ، حيث ظهرت طاهرة من دون حجابٍ في مؤتمر بدشت، وتسبّب أفعالها التي كانت خارجةً عن المعتاد والعرف الاجتماعي إلى جدلٍ في المجتمع الفارسي آنذاك، ورأى البعض أن عملها فاضحٌ للأخلاق وخارجٌ عن العفة. ولردع الاتهامات الأخلاقية الموجهة لها أطلق عليها الباب لقب «طاهرة». نُسب إلى طاهرة بأنها أعلنت للمسؤول عن قتلها لحظة إعدامها: «يمكنك قتلي بأسرع ما تشاء، ولكنك لا تستطيع إيقاف تحرير المرأة».

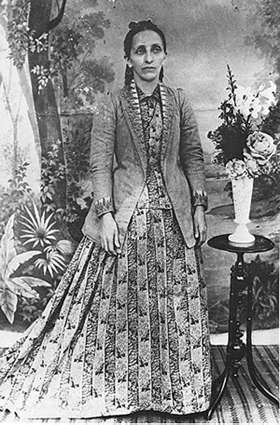
بهية خانم

### بهية خانم
ولدت بهية خانم عام 1846 وكانت الابنة الكبرى لـ بهاءالله وآسيه خانم. كانت تسمى بـ «الورقة المباركة العليا». كانت عزيزةً بشكلٍ خاصٍ على والدها، ويُنظر إليها في الدين البهائي على أنها واحدةٌ من أعظم النساء اللواتي عشن خلال الحرب العالمية الأولى، وكان لها دورٌ كبيرٌ في توزيع الطعام والملابس والمساعدات الطبية على السكان المحليين الذين عانوا من الفقر والجوع في فلسطين خلال الحرب. خلال الفترات التي كان شقيقها عبد البهاء بعيدًا في أسفاره في أمريكا وأوروبا، وكذلك بعد وفاته عندما تم اختيار شوقي أفندي وليًا للأمرالبهائي، تم تفويض بهية خانم لتدير أمور الجامعة البهائية في فترة غيابهما، وهو منصبٌ نادرٌ ومسؤوليةٌ عظيمةٌ أخذتها على عاتقها، ولم يكن بمقدور رجلٍ تحمله لوحده. توفيت بهية خانم في 15 تموز 1932، ودفنت في الحدائق البهائية تحت القوس البهائي على جبل الكرمل. تم بناء النصب التذكاري للورقة المباركة العليا تخليداً لذكراها في المركز البهائي العالمي.

## أنظر أيضُا
- بهية خانم
- طاهرة قرة العين
- الديانة البهائية
- التعاليم البهائية

## روابط خارجية
- الموقع الرسمي للدين البهائي